# Heinrich Salfenauer
Heinrich Salfenauer (* 11. September 1920 in Werfen, Pongau; † 4. April 2016) war ein österreichischer Politiker und zwischen 1970 und 1980 Bürgermeister der Stadt Salzburg.

## Leben
Heinrich Salfenauer wurde 1945 Mitglied der SPÖ. Von 1945 bis 1957 war er Bezirkssekretär der SPÖ in der Stadt Salzburg. 1951 zog er in den Gemeinderat ein. Am 18. November 1957 wurde er zum Stadtrat der Stadt Salzburg.
1967 wurde er Bürgermeister-Stellvertreter von Alfred Bäck, am 28. September 1970 löste er diesen ab und übernahm das Amt des Bürgermeisters der Stadt Salzburg.
Nach knapp zehn Jahren im Amt übergab er diese Position am 12. September 1980 an seinen Parteikollegen in der SPÖ, Josef Reschen.
Zehn Jahre nachdem er sich aus der Politik zurückgezogen hatte, wurde die Volksschule Schallmoos in Heinrich-Salfenauer-Volksschule umbenannt, eine Auszeichnung, die in ähnlicher Weise nur seinem Vorgänger Alfred Bäck zuteilwurde.

## Ehrungen
- Heinrich Salfenauer ist Träger der Viktor-Adler-Plakette sowie der Bruno-Kreisky-Medaille in Gold.
- 6. Jänner 1981: Wahl zum Ehrenbürger der Landeshauptstadt Salzburg.
- 1997: Ehrenbürger der Universität Salzburg